# Rudolf Benario

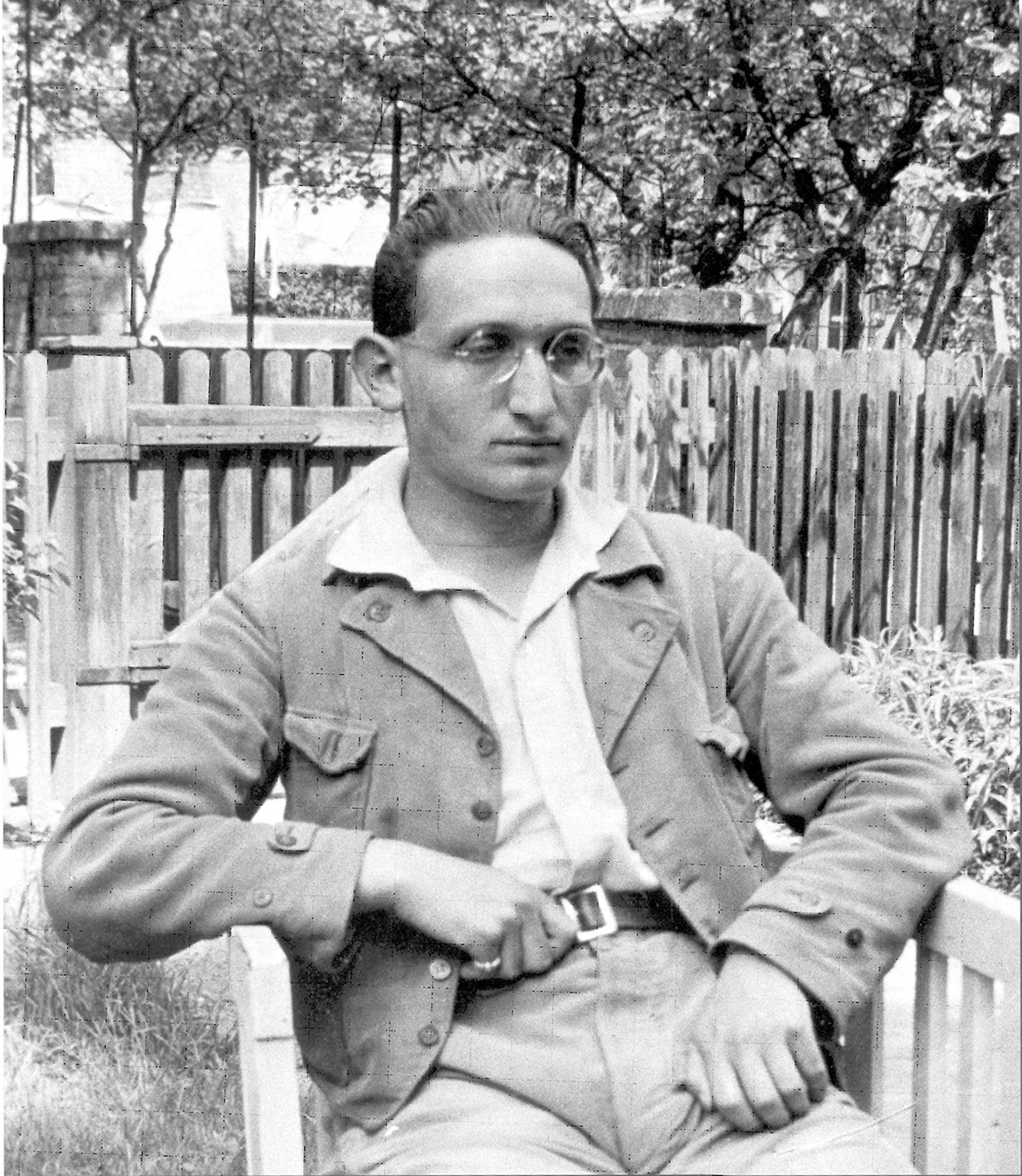
Rudolf Benario, um 1930

Rudolf Benario (* 20. September 1908 in Frankfurt am Main; † 12. April 1933 im KZ Dachau) war ein deutscher Volkswirt. Zusammen mit Ernst Goldmann und Arthur Kahn gilt er als erster in einem nationalsozialistischen Konzentrationslager ermordeter Jude.

## Leben und Wirken

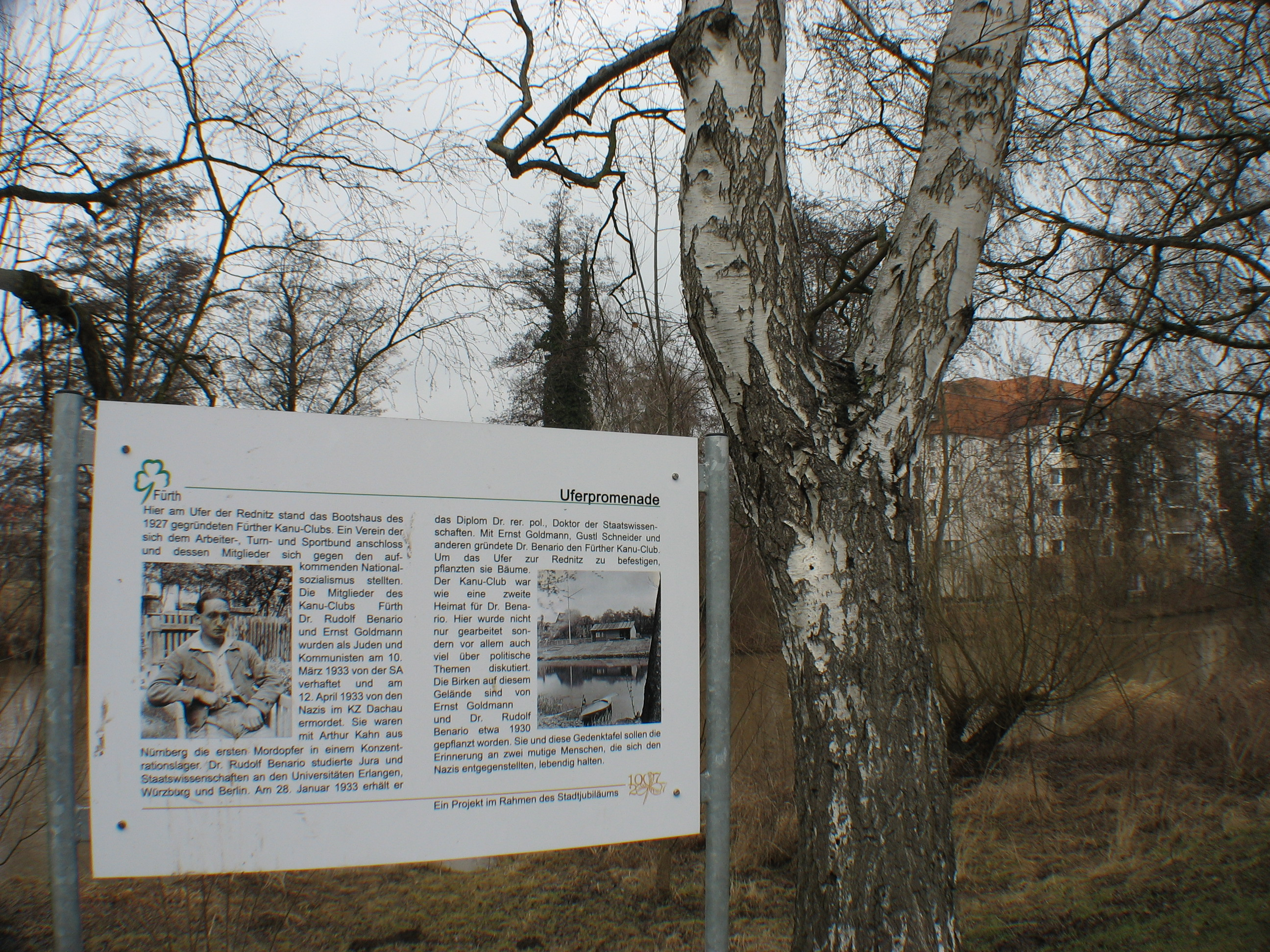
Gedenktafel für Rudolf Benario in Fürth. Die neben der Tafel stehende Birke und zwei weitere wurden von Benario gepflanzt, nach mehreren Anschlägen mussten sie im Juli 2019 gefällt werden

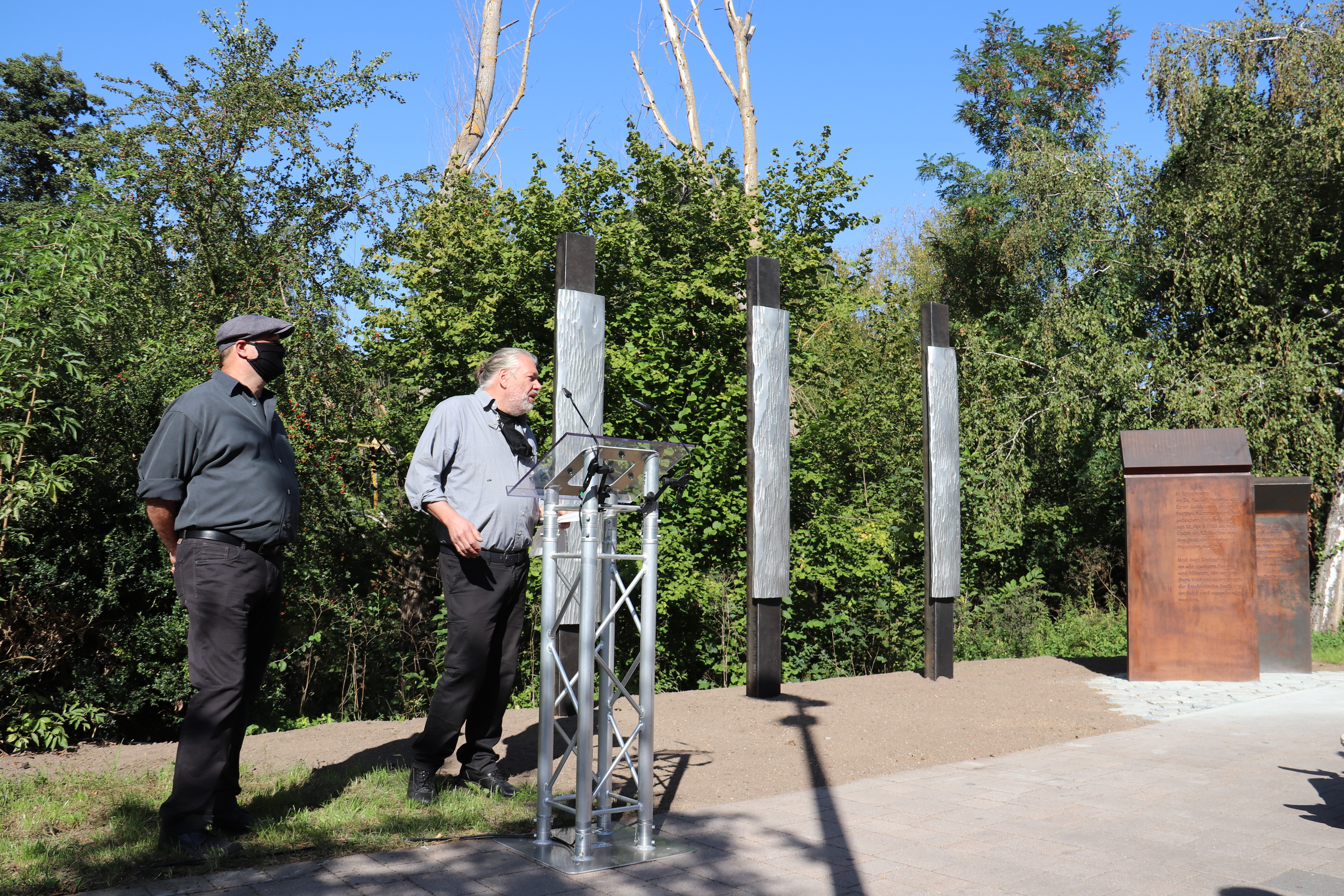
Einweihung der Benario Gedenkstätte am 20. September 2020 in Fürth: die Metallgestalter Uwe Weber (rechts am Rednerpult) und Roland Hermann (links) erläutern die von ihnen gestalteten Metallobjekte

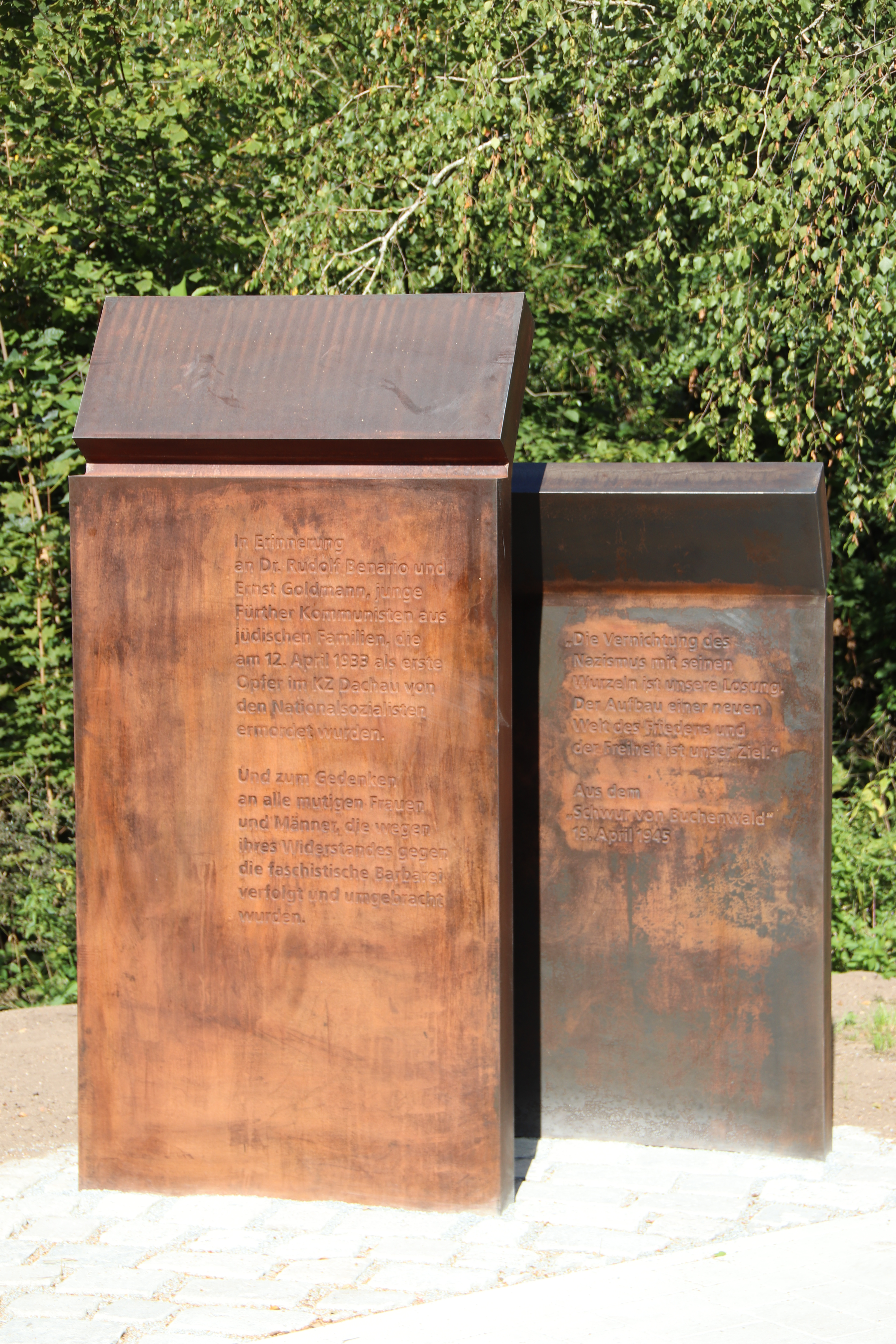
Gedenktafeln der Benario Gedenkstätte

Benario wurde als Sohn des damaligen Redakteurs der Frankfurter Zeitung und späteren Leiters des Instituts für Zeitungskunde an der Hochschule für Wirtschafts- und Sozialwissenschaften in Nürnberg, Leo Benario, und dessen Ehefrau Marie Benario, geborene Bing, geboren. Sein Großvater mütterlicherseits war der Geheime Kommerzienrat Ignaz Bing.

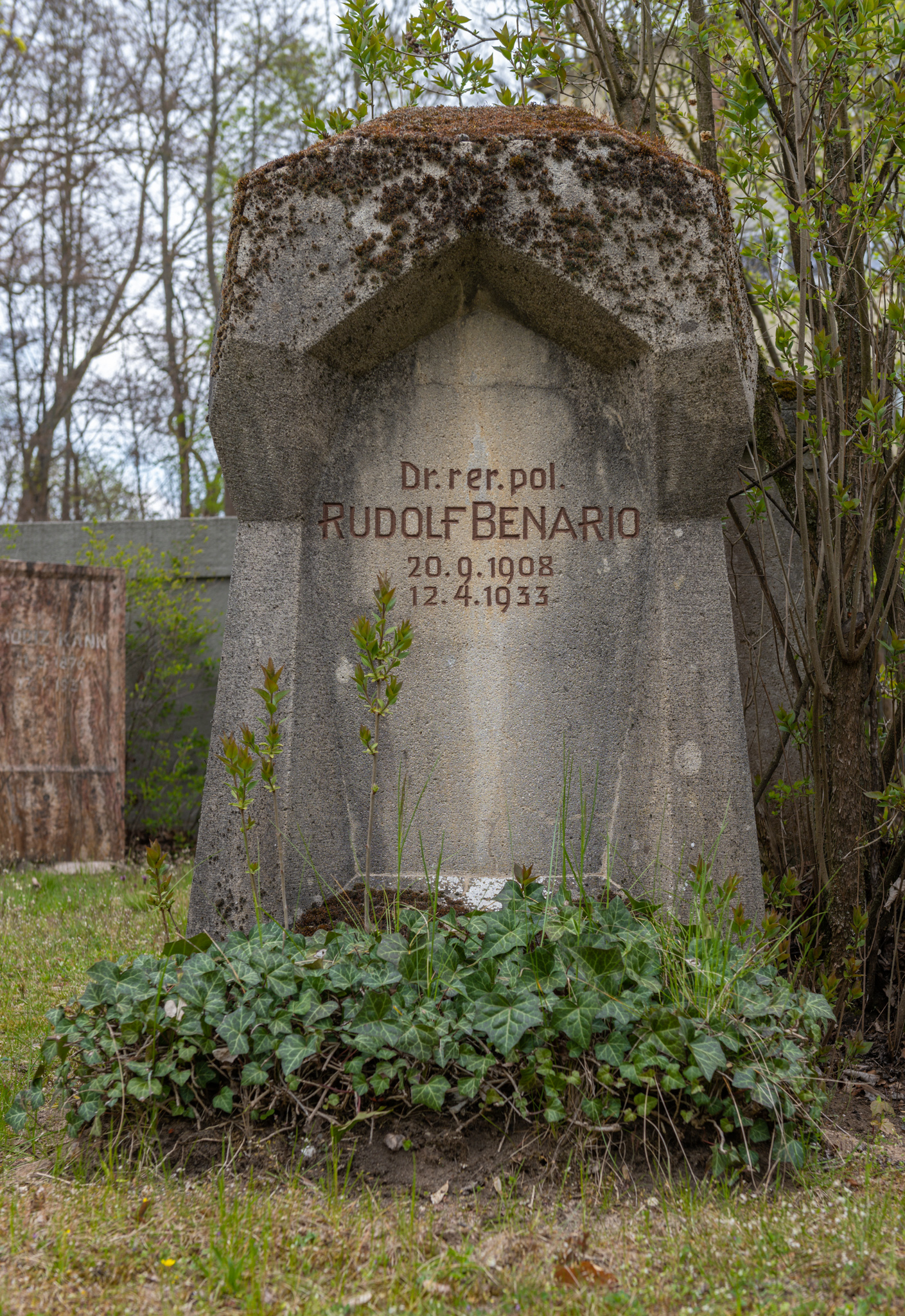
Grab auf dem Neuen Jüdischen Friedhof in Nürnberg

In seiner Jugend besuchte er, nachdem er 1918 mit seinen Eltern nach Nürnberg gezogen war, von 1918 bis 1922 das Alte Gymnasium in Nürnberg und dann das Gymnasium Carolinum, ein humanistisches Gymnasium in Ansbach, wo er zu Ostern 1927 das Reifezeugnis erwarb. Anschließend studierte er Sozialwissenschaften und Rechtswissenschaften in Erlangen, Würzburg, Berlin und zuletzt erneut in Erlangen. Im Wintersemester 1929/1930 legte er an der Philosophischen Fakultät der Friedrich-Alexander-Universität in Erlangen das Examen zum Diplom-Volkswirt ab. 1932 wurde Benario in Erlangen mit einer Arbeit über Wirtschaftsräte in der deutschen Literatur und Gesetzgebung der Jahre 1840 bis 1849 zum Doktor der Staatswissenschaften promoviert (mündliche Prüfung am 11. November 1932). Die Arbeit wurde 1933 publiziert.
Politisch engagierte sich Benario, der zuletzt in der Moststraße 35/II in Fürth lebte, als Führer der Jungsozialisten sowie, während seiner Studentenzeit, als Leiter eines sozialistischen Studentenbundes mit der Bezeichnung „Republikanischer Studentenbund, Hochschulgruppe Nürnberg-Erlangen“. Außerdem war er Mitglied der KPD. Als Leiter der jüdisch-kommunistischen Intellektuellengruppe in Nürnberg spielte er eine wichtige Rolle in der KPD-Bezirksleitung Nordbayern.
Wenige Wochen nach dem Machtantritt der Nationalsozialisten am 30. Januar 1933 wurde Benario Anfang März 1933 von der SA verhaftet. Über die Verhaftung von Benario berichtete der nationalsozialistische „Fürther Anzeiger“ in seiner Ausgabe vom 10. März 1933: Der „… sattsam bekannte kommunistische Winsler und Jude Benario [wurde] in Schutzhaft genommen“. Einen Monat später, am 11. April 1933, wurde er durch die Landespolizei ins KZ Dachau überstellt. Am 12. April wurde Benario zusammen mit den Häftlingen Ernst Goldmann, Arthur Kahn und Erwin Kahn vom Wachkompanieführer Hans Steinbrenner zum Leeren eines Müllkastens herangezogen und dabei so lange mit einem Ochsenziemer geschlagen, bis sie zusammenbrachen und aus Mund, Nase und anderen Körperteilen bluteten. Am Abend erschien Steinbrenner nach dem Appell in der Baracke II, in der die vier Männer untergebracht waren, rief sie auf und forderte sie auf, ihm zu folgen. Er ging mit Benario, Goldmann und den Kahns zu dem Schießplatz im Wald außerhalb von Dachau, wo er sie den SS-Männern Hans Brunner, Max Schmidt und dem SS-Sturmführer Robert Erspenmüller übergab, die die Männer noch tiefer in den Wald führten und dort niederschossen. Benario, Goldmann und Arthur Kahn starben sofort, Erwin Kahn erlag nach einigen Tagen seinen Verletzungen. Offiziell wurde erklärt, die Männer seien „auf der Flucht erschossen“ worden.
Die vier Männer waren damit die ersten Juden, die in einem nationalsozialistischen KZ vorsätzlich zu Tode gebracht wurden. Einige Monate später ließ Himmler mit der sogenannten Postenpflicht die Ermordung von Häftlingen innerhalb eines KZ erfolgreich legalisieren.
Benario wurde auf dem Neuen Jüdischen Friedhof in Nürnberg begraben. Im Ausland wurde seine Ermordung bereits im Sommer 1933 durch das kommunistische Braunbuch bekannt gemacht.
Seit 2007 erinnert eine Gedenktafel an der Uferpromenade in Fürth an Benario (). An dieser Stelle stand das Bootshaus des von Benario, Ernst Goldmann und anderen gegründeten Fürther Kanu-Clubs. Die Tafel wurde mehrfach entwendet, unter anderem kurz vor der Veranstaltung zum 80. Todestag am 12. April 2013. Gleichzeitig wurde der Name des SS-Kompanieführers vor dem Standort der Tafel auf den Boden geschrieben („Hans Steinbrenner hier“). Die Tafel konnte bis zur Veranstaltung ersetzt, die Schrift entfernt werden. Die Birken in unmittelbarer Nähe der Gedenktafel wurden unter anderem von Benario und Goldmann zur Gestaltung des Vereinsgeländes und zur Uferbefestigung gepflanzt. Im Jahr 2017 wurden sie Ziel mehrerer Anschläge, mit denen die Bäume letztendlich zerstört wurden. Im Juli 2019 mussten die Birken gefällt werden. Am 20. September 2020 konnte eine von den Metallkunsthandwerkern Uwe Weber und Roland Hermann gestaltete neue Erinnerungsstätte eingeweiht werden, in der drei Metallstelen die drei u. a. von Benario und Goldmann gepflanzten und später mutwillig zerstörten Birken symbolisieren. Auf Gedenktafeln aus Stahl in Form jeweils eines stilisierten Boots- und Vereinshauses sind ein Gedenktext für die Ermordeten und ein Auszug aus dem Schwur von Buchenwald eingepresst. Die Gedenkstätte ist nun einer der wenigen Orte mit Videoüberwachung in Fürth.
Vorschläge, Straßen in Fürth nach Benario zu benennen, wurden 1988 und 2001 vom Ältestenrat des Stadtrates abgelehnt, 2012 stimmte der Stadtrat jedoch zu.

## Schriften
- Wirtschaftsräte in der deutschen Literatur und Gesetzgebung der Jahre 1840 bis 1849. Herzogenaurach 1933. (Dissertation)